# Pereira / Matecana
Pereira / Matecana är en flygplats i Colombia. Den ligger i den centrala delen av landet, 180 km väster om huvudstaden Bogotá. Pereira / Matecana ligger 1 345 meter över havet.
Terrängen runt Pereira / Matecana är kuperad åt nordost, men åt sydväst är den platt. Runt Pereira / Matecana är det tätbefolkat, med 659 invånare per kvadratkilometer. Närmaste större samhälle är Pereira, 4,8 km öster om Pereira / Matecana. Omgivningarna runt Pereira / Matecana är en mosaik av jordbruksmark och naturlig växtlighet.